# Imam-Ali Habibi
Imam-Ali Habibi Goudarzi, persisch امامعلی حبیبی گودرزی (* 13. April 1931 in Babol), ist ein ehemaliger iranischer Ringer und Politiker. Er war Gewinner der Goldmedaille in der Gewichtsklasse 67 kg (Leichtgewicht) bei den Olympischen Sommerspielen 1956 in Melbourne.
Imam-Ali Habibi, dessen Spitzname Babr-e Mazandaran (deutsch Der Tiger Māzandarāns) ist, gehörte zu den erfolgreichsten Freistilringern seiner Zeit.
Seine erste Goldmedaille – die allererste Goldmedaille Irans bei einem olympischen Turnier – gewann er in der Gewichtsklasse 67 kg bei den Olympischen Sommerspielen des Jahres 1956 in Melbourne. Bei den Asienspielen des Jahres 1958 in Tokio errang er in derselben Gewichtsklasse seine zweite Goldmedaille. Ein Jahr später wurde er bei der Ringer-Weltmeisterschaft 1959 in Teheran in der Gewichtsklasse 73 kg zum dritten Mal in Folge Goldmedaillengewinner.
Bei den Olympischen Sommerspielen des Jahres 1960, die Rom austrug, verpasste Habibi eine Medaille. Zur Überraschung vieler Experten verlor er im Halbfinale gegen Douglas Blubaugh, den er über weite Strecken des Kampfes beherrschte. Der völlig niedergeschlagene Habibi verlor auch den Kampf um die Bronzemedaille. Er erholte sich sehr schnell von diesem Schockerlebnis. Nur ein Jahr später, bei der Ringer-Weltmeisterschaft des Jahres 1961 in Yokohama, gelang ihm ein weiterer großer Erfolg: der Gewinn der Goldmedaille. Bei der Ringer-Weltmeisterschaft des Jahres 1962, die in Toledo stattfand, trat Habibi in der Gewichtsklasse 78 kg an und gewann wieder Gold.
Imam-Ali Habibi wechselte nach seiner erfolgreichen Karriere in die Politik. Für seine Verdienste um den Ringersport wurde er im September 2007 in die FILA International Wrestling Hall of Fame aufgenommen.